# Lukas Müller (saut à ski)
Pour les articles homonymes, voir Müller et Lukas Müller.
Lukas Müller (né le 14 mars 1992 à Villach) est un sauteur à ski autrichien actif depuis 2007. Ses principaux succès sont trois titres de champion du monde junior obtenus en 2009 et 2010, dont un en individuel et deux par équipes.
En 2009, il participe à ses premières épreuves en Coupe du monde et finit notamment sixième de la manche d'Oberstdorf,intégrante de la Tournée des quatre tremplins.
En janvier 2016, il est victime d'un grave accident au tremplin de Kulm. Il se blesse lourdement au niveau des vertèbres qui le laisse partiellement paraplégique.

## Palmarès

### Championnats du monde junior
| Épreuve / Édition | Strbske Pleso 2009 | Hinterzarten 2010 |
| Individuel        | Or                 | 16e               |
| Par équipes       | Or                 | Or                |

### Coupe du monde
- Meilleur classement général : 43e en 2010.
- Meilleur résultat individuel : 6e à Oberstdorf en 2009.